# Ishakovići
Ishakovići, osmanska feudalna obitelj. Utjecali na prilike u Bosni prije i nakon osmanskog osvajanja. Odigrali ključnu ulogu u konačnom slomu Kraljevine Bosne.
Isa-beg je sandžak-beg Skoplja od 1427. i osvojio susjednu Rašku. Njegov sin Barak je upao u Bosnu 1435., osvojio Hodidjed (Hodidid), a Pavlovićima razorio zemlje. Godine 1439. na položaju u Bosni ga je smijenio brat Isa-beg. Godine 1448. zauzeo je cijelu župu Vrhbosnu a na mjestu osvojenog Hodidjeda osnovao grad Sarajevo. Grad je dobio ime po njegovom dvoru (saraj). Sandžak-beg Bosne od 1464., a od iste godine njegov sin Mehmed-beg je namjesnik oblasti Pavlovića. Mehmed-beg je namjesnik do 1468., a Isa-beg je bosanski sandžak-beg do 1472. godine. Mehmed-beg je bosanski sandžak-beg 1499. te hercegovački sandžak-beg u dva navrata, od 1506. – 1509. i 1513. – 1514.